# 31377 Kleinwort
31377 Kleinwort è un asteroide della fascia principale. Scoperto nel 1998, presenta un'orbita caratterizzata da un semiasse maggiore pari a 2,2956154 UA e da un'eccentricità di 0,1371574, inclinata di 5,47108° rispetto all'eclittica.